# Kopczyn
Kopczyn – wieś w Polsce położona w województwie kujawsko-pomorskim, w powiecie mogileńskim, w gminie Mogilno.

## Podział administracyjny
W latach 1975–1998 miejscowość administracyjnie należała do województwa bydgoskiego. Należy do sołectwa padniewkowskiego, w którego skład wchodzą również miejscowości Baba i Szerzawy.

## Położenie
Zamieszkana przez 75 osób, leży niecały 1 km na południe od Jeziora Wienieckiego oraz 6,1 km na północny zachód od Mogilna.

## Demografia
Według Narodowego Spisu Powszechnego (III 2011 r.) liczyła 75 mieszkańców. Jest 42. co do wielkości miejscowością gminy Mogilno.